# ۷ ثانیه (ترانه)
«۷ ثانیه» (به انگلیسی: 7 Seconds) ترانه‌ای با اجرای یوسو اندور و نِنِه چری است. اندروز و چری با همراهی کامرون مک‌وی و جاناتان شارپ این قطعه را نوشته‌اند. پیشنهاد نِنِه چری برای ساخت یک ترانهٔ ضد نژادپرستی اساس تولید این اثر بود. به گفتهٔ چری عنوان «۷ ثانیه» به اولین لحظات زندگی یک کودک اشاره دارد، «بی‌خبری از مشکلات و خشونت در جهان ما».
تک‌آهنگ «۷ ثانیه» در ماه می ۱۹۹۴ توسط کلمبیا رکوردز روانهٔ بازار شد و با استقبال مناسبی همراه شد. «۷ ثانیه» در زمان انتشارش شمارهٔ ۱ چارت‌های موسیقی در کشورهای مختلف بود از جمله در فرانسه که برای ۱۶ هفته آن جایگاه را حفظ کرد.

## موقعیت در چارت‌های موسیقی
| چارت (۱۹۹۴–۱۹۹۵)                       | بالاترین جایگاه |
| -------------------------------------- | --------------- |
| استرالیا (ای‌آرآی‌ای)                    | ۳               |
| اتریش (او۳ تاپ ۴۰ اتریش)               | ۳               |
| بلژیک (اولتراتاپ ۵۰ فلاندرز)           | ۳               |
| تک‌آهنگ‌های برتر کانادا (آرپی‌ام)         | ۱۵              |
| موسیقی معاصر بزرگسالان کانادا (آرپی‌ام) | ۳۲              |
| Denmark (آی‌اف‌پی‌آی)                     | ۱۰              |
| اروپا (یوروچارت هات ۱۰۰)               | ۲               |
| اروپا (European AC Radio)              | ۱               |
| فنلاند (جدول‌های رسمی فنلاند)           | ۱               |
| فرانسه (اس‌ان‌ئی‌پی)                      | ۱               |
| آلمان (جدول‌های رسمی آلمان)             | ۳               |
| ایسلند (ایسلنسکی لیستین)               | ۱               |
| ایرلند (ایرما)                         | ۳               |
| ایتالیا (موزیکا ا دیسکی)               | ۱               |
| هلند (۴۰ آهنگ برتر)                    | ۲               |
| هلند (۱۰۰ تک‌آهنگ برتر)                 | ۲               |
| نیوزیلند (ریکوردد میوزیک ان‌زد)         | ۷               |
| نروژ (وی‌جی-لیستا)                      | ۴               |
| اسکاتلند (اوسی‌سی)                      | ۴               |
| اسپانیا (AFYVE)                        | ۸               |
| سوئد (فهرست برترین‌های سوئد)            | ۳               |
| سوئیس (شوایزر هیت‌پاراد)                | ۱               |
| تک‌آهنگ‌های بریتانیا (اوسی‌سی)            | ۳               |
| بیلبورد هات ۱۰۰ ایالات متحده           | ۹۸              |

| چارت (۱۹۹۴)                       | جایگاه |
| --------------------------------- | ------ |
| استرالیا (ای‌آرآی‌ای)               | ۲۹     |
| اتریش (او تری تاپ ۴۰ اتریش)       | ۱۰     |
| بلژیک (اولتراتاپ)                 | ۱۱     |
| اروپا (یوروچارت هات ۱۰۰)          | ۶      |
| فرانسه (اِس‌اِن‌ئی‌پی)                 | ۱      |
| آلمان (جدول‌های رسمی آلمان)        | ۱۵     |
| ایسلند (ایسلنسکی لیستین)          | ۵      |
| هلند (تاپ ۴۰ هلند)                | ۸      |
| هلند (۱۰۰ تک‌آهنگ برتر)            | ۱۵     |
| نیوزیلند (ریکوردد میوزیک ان‌زد)    | ۴۶     |
| سوئد (فهرست برترین‌های سوئد)       | ۱۹     |
| سوئیس (شوایزر هیت‌پاراد)           | ۲      |
| تک‌آهنگ‌های بریتانیا (آفیشال چارتس) | ۱۶     |

## گواهی‌های فروش
| منطقه                                                              | گواهی    | واحد گواهی‌شده/فروش |
| ------------------------------------------------------------------ | -------- | ------------------ |
| استرالیا (آی‌اف‌پی‌آی استرالیا)                                       | Gold     | ۳۵٬۰۰۰^            |
| اتریش (فونوگرافی اتریش)                                            | Gold     | ۲۵٬۰۰۰*            |
| فرانسه (اس‌ان‌ئی‌پی)                                                  | Gold     | ۲۵۰٬۰۰۰*           |
| آلمان (بی‌وی‌ام‌آی)                                                   | Gold     | ۲۵۰٬۰۰۰^           |
| هلند (ان‌وی‌پی‌آی)                                                    | Gold     | ۵۰٬۰۰۰^            |
| نیوزیلند (آرآی‌ای‌ان‌زد)                                              | Platinum | ۱۰٬۰۰۰*            |
| اسپانیا (سازنده‌های موسیقی)                                         | Gold     | ۲۵٬۰۰۰^            |
| سوئیس (آی‌اف‌پی‌آی سوئیس)                                             | Gold     | ۲۵٬۰۰۰^            |
| بریتانیا (بی‌پی‌آی)                                                  | Gold     | 420,000            |
| * رقم فروش تنها بر پایهٔ گواهی‌ها. ^ رقم توزیع تنها بر پایهٔ گواهی‌ها. |          |                    |